# Thamnobryum vorobjovii
Thamnobryum vorobjovii är en bladmossart som beskrevs av Bardunov och Czerdantseva 1982. Thamnobryum vorobjovii ingår i släktet rävsvansmossor, och familjen Neckeraceae. Inga underarter finns listade i Catalogue of Life.